# Шикачик сулавеський
Шика́чик сулавеський (Edolisoma morio) — вид горобцеподібних птахів родини личинкоїдових (Campephagidae). Ендемік Індонезії.

## Підвиди
Виділяють три підвиди:
- E. m. morio (Müller, S, 1843) — Сулавесі та сусідні острови;
- E. m. salvadorii Sharpe, 1878 — острови Сангіхе[en];
- E. m. talautense Meyer, AB & Wiglesworth, 1895 — острови Талауд[en].

## Поширення і екологія
Сулавеські шикачики поширені на Сулавесі та на сусідніх островах. Вони живуть в рівнинних і гірських вологих тропічних лісах.